# Donald S. Fredrickson
Donald S. Fredrickson (8. kolovoza 1924 - 7. lipnja 2002.) bio je američki znanstvenik, najpoznatiji po doprinosu istraživanu metabolizma lipida i kolesterola. 

## Biografija
Fredrickson je rođen u mjestu Canon City, u saveznoj državi Colorado. Medicinu je počeo studirati na Sveučilištu Colorado, a završio na Sveučilištu Michigan. Tijekom izleta u Nizozemsku upoznao je svoju suprugu Priscilla Eekhof s kojom je ima dva sina.
Od 1949. do 1952. radio je kao internist u bostonskoj bolnici "Peter Bent Brigham Hospital" (danas dio "Brigham and Women's Hospital"). Godine 1953. zaposlio se u američkom "National Heart Institute", dijelu "National Institutes of Health" u gradu Bethesda, država Maryland. U početku je radio s Christianom B. Anfinsenom, kemičarem i nobelovcem, da bi se kasnije zajedno s kolegom Daniel Steinberg usmjerio na istraživanje metabolizma kolesterola i lipoproteine, te na povezane bolesti kao npr. Niemann-Pickovu bolest. Njegova grupa otkrila je Tangiersku bolest i bolest taloženja kolesterolskih estera, dvije prirođene greške metabolizma kolesterola. Imao je i ključnu ulogu u identifikaciji nekoliko apolipoproteina APOA2, APOC1, APOC2 i APOC3.
Godine 1967. Fredrickson je bio koautor rada koji je klasificirao poremećaje lipoproteina u pet tipova, prema uzorku lipoproteina na elektroforezi. Klasifikaciju je 1972. kao tadašnji standard prihvatila Svjetska zdravstvena organizacija, te se ona naziva Fredricksonova klasifikacija.